# 高雄國際會議中心
22°37′35″N 120°17′09″E / 22.626417°N 120.285722°E
高雄國際會議中心（英語：International Convention Center Kaohsiung），簡稱ICCK，位於高雄市鹽埕區中正四路274號，是高雄市政府興建的一棟地上7層、地下3層的建築物，於2000年底完工啟用。鄰近高雄市立歷史博物館、高雄市音樂館、高雄市電影館。

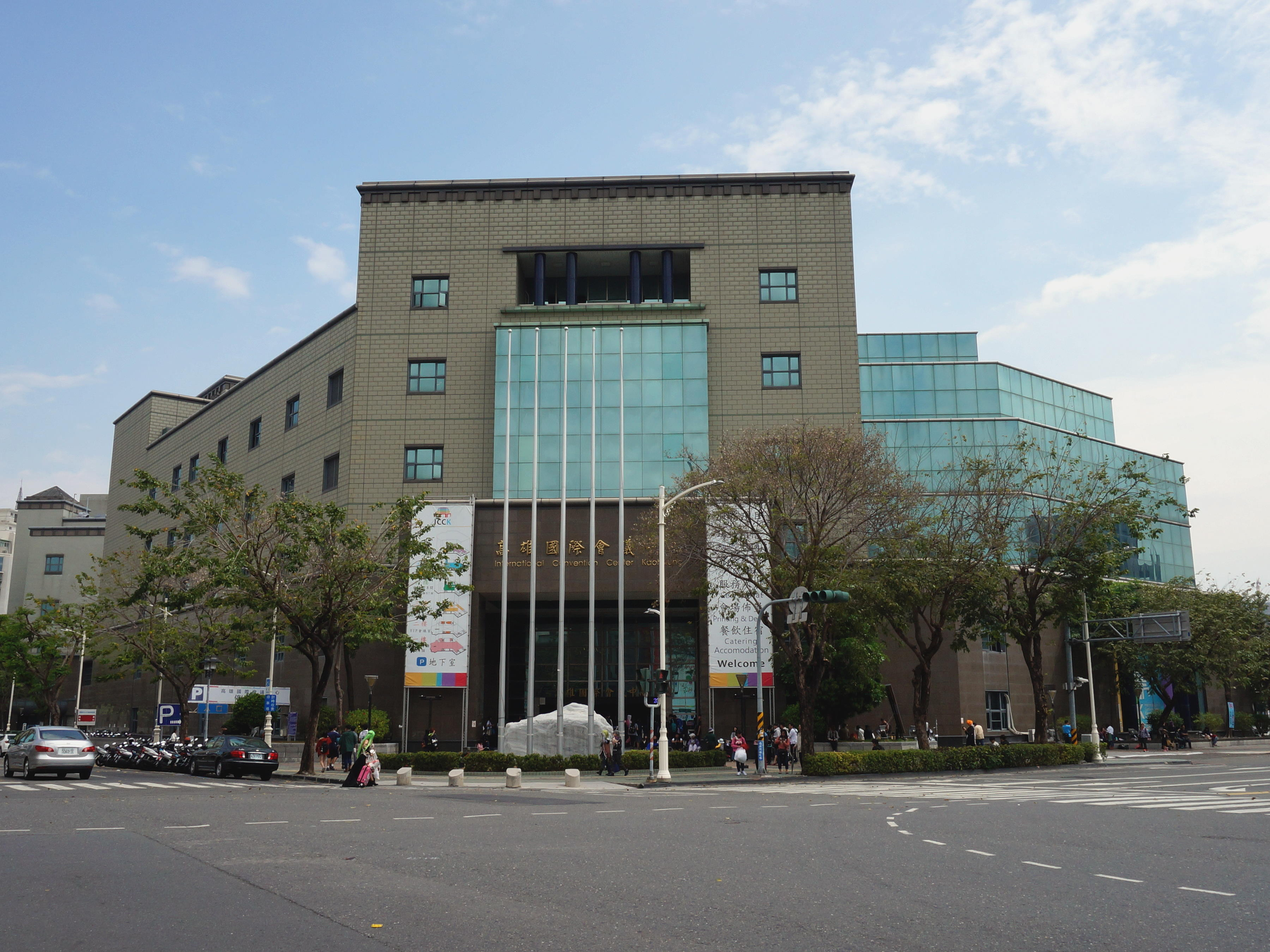
高雄國際會議中心正面

## 歷史

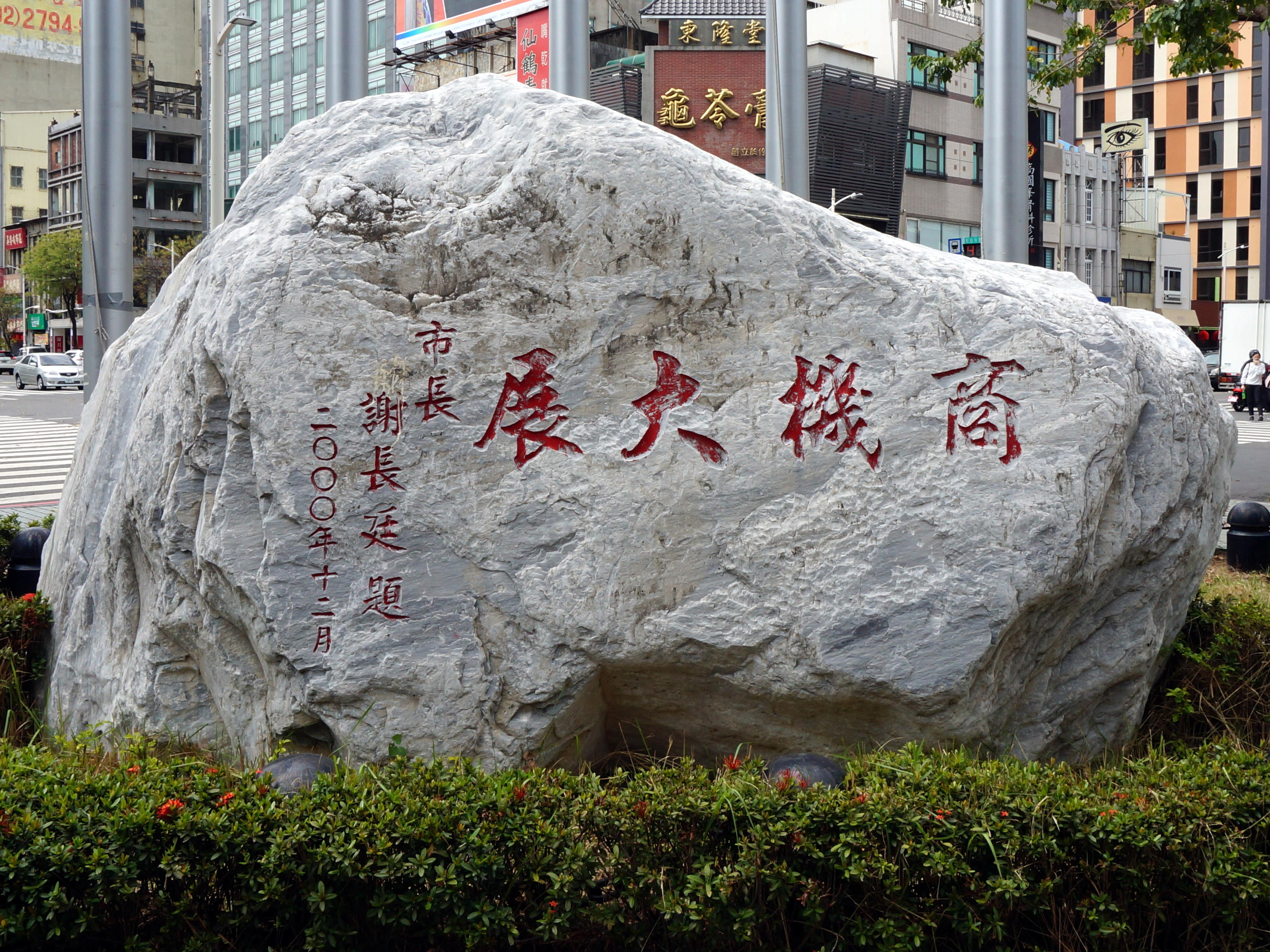
謝長廷題字「商機大展」石碑

1991年初，高雄市政府開始規畫在鹽埕區興建展覽館。2000年12月，高雄市工商展覽中心完工，喻台生建築師事務所設計及監造，大門前樹立高雄市市長謝長廷題字「商機大展」石碑。2001年，高雄市政府以公辦民營方式將高雄市工商展覽中心委外經營，委外經營業者是鉅螢企業，委外經營期10年；但因漏水整修經費支付爭議，鉅螢企業自2006年4月起未按月繳交權利金，導致高雄市工商展覽中心長期閒置，2012年3月監察院通過糾正高雄市政府。2007年3月13日，高雄市政府終止委外經營契約；2007年9月28日，高雄市政府提起遷讓房屋暨請求不當得利之訴，要求鉅螢企業遷讓高雄市工商展覽中心及相關設施，但鉅螢企業繼續對外營業牟利。
2004年1月31日，高雄市政府警察局與行政院海岸巡防署查獲在高雄市工商展覽中心舉辦的「名牌百貨聯合清倉特賣會」有不肖商人販售仿冒服飾，高雄市政府建設局局長李文良說，廠商租借高雄市工商展覽中心是透過公開招標方式得標，若有犯罪行為應由業者自行承擔。
2010年2月26日，臺灣高雄地方法院判決高雄市政府勝訴。2010年3月1日，高雄市政府經濟發展局局長劉馨正表示，高雄市政府將持續追討鉅螢企業違法占有高雄市工商展覽中心期間營業之不當得利，亦將於接獲高雄地方法院判決書後聲請假執行，依據法院執行命令接管高雄市工商展覽中心；請有意於高雄市工商展覽中心舉辦活動之各單位勿再與鉅螢企業簽訂任何契約，亦請已經與鉅螢企業簽約者將租金提存法院或繳交該局，以免自身權益受損。2010年3月12日，鉅螢企業董事長林欽盛說，鉅營企業將上訴到底，在訴訟定讞以前不再接新的承租高雄市工商展覽中心空間案件，但會持續依之前契約消化已接的各項展覽；高雄市政府經濟發展局科長方恆雄說，高雄市政府將聲請假執行接管高雄市工商展覽中心，在假執行法律程序未完成前的空窗期只能張貼公告勸告各界不要來高雄市工商展覽中心辦活動。
2010年5月11日，高雄市政府經濟發展局收回高雄市工商展覽中心，重新委外經營管理；經兩次公開招標流標後，2012年方圓會展得標。2010年9月9日，高雄市政府「高市府經二字第0990053567號令」訂定發布《高雄市工商展覽中心場地使用管理規則》，主管機關為高雄市政府經濟發展局。
2012年1月方圓會展斥資新台幣9600萬元把高雄市工商展覽中心改造為高雄國際會議中心，2012年7月試營運，2012年11月4日開幕，建構「會議為主，展覽為輔」的多功能國際會議中心。2017年，高雄國際會議中心獲得中華民國財政部「第15屆民間參與公共建設金擘獎」優等獎。
2023年9月30日，因高雄市會展環境漸趨完整、競爭加劇，方圓會展與高雄市政府終止契約，高雄國際會議中心交由高雄市政府經濟發展局經營。 
2024年2月，高雄國際會議中心經營權移交高雄市政府勞工局。勞工局將高雄國際會議中心內部辦公室整修後，預計2025年會把勞工訓練就業中心及勞動檢查處進駐四至五樓。都發局將在2025年第三季成立「高雄市住宅及都市更新中心」，屆時亦會進駐高雄國際會議中心。

## 場館空間
由20至2000人會議，到規模380個單位的展覽，都可依客戶的需求完整規劃，量身訂做展會空間。
1樓：擁有850坪開放展覽場地，共可容納150個標準攤位為主要展覽場地。
2樓：為45坪獨立空間的VIP會議室。
3樓、4樓：為500坪空間，採用活動式隔音隔板，可依使用目的配置專業視聽設備，讓各類型會議、展覽、研習、宴會、典禮及活動彈性運用空間，作為會議室有7間會議室，作為展場可容納90個標準攤位。
5樓：為400坪宴會廳全層舖有地毯，共有兩個空間各可容納50桌，也可合併容納100桌。
6樓：擁有1間階梯教室可容納225人、2間中型會議室各可容納90-100人、7間小會議室可容納約50人及1間休息室配置有全套沙發。
本館更設置各類會展廣宣設施，如高畫質螢幕、優質網域空間、專業音響設施、同步翻譯設備、LED廣告看板及戶外廣告等，可有效提昇會展活動之廣告宣傳與活動執行效率。

## 舉行活動
重點展覽
- 台灣國際紋身藝術展 （页面存档备份，存于）
- 資訊月高雄場
- 行動科技應用開發者年會
- 台灣同人誌販售會高雄場部分屆數
- 第5屆漫畫博覽會高雄展場

其他活動
- 學術研討會
- 職業訓練課程
- 電玩活動
- 藝文展覽
- 宗教法會

## 交通

### 高雄捷運
- 橘線：鹽埕埔站2號出口步行200公尺

### 公車
站牌名為《歷史博物館(高雄國際會議中心)》、《歷史博物館(大公路)》
| 編號           | 經營業者   | 區間                                     | 備註                                    |
| -------------- | ---------- | ---------------------------------------- | --------------------------------------- |
| 0南            | 漢程客運   | 金獅湖站－金獅湖站                       | 停靠《歷史博物館(高雄國際會議中心)》    |
| 33             | 漢程客運   | 金獅湖站－捷運鹽埕埔站                   | 停靠《歷史博物館(大公路)》              |
| 覺民幹線（60） | 高雄客運   | 駁二藝術特區－夢裡活動中心               | 停靠《歷史博物館(高雄國際會議中心)》    |
| 76             | 漢程客運   | 金獅湖站－歷史博物館（高雄國際會議中心） | 停靠《歷史博物館(高雄國際會議中心)》    |
| 昌福幹線（77） | 漢程客運   | 金獅湖站－歷史博物館（高雄國際會議中心） | 停靠《歷史博物館(高雄國際會議中心)》    |
| 82A            | 漢程客運   | 瑞豐站－歷史博物館                       | 停靠《歷史博物館(大公路)》              |
| 82B            | 漢程客運   | 瑞豐站－捷運西子灣站                     | 停靠《歷史博物館(大公路)》              |
| 99             | 港都客運   | 香蕉棚（棧二庫棧二之一庫）－慈德堂       | 停靠《歷史博物館(大公路)》              |
| 219            | 港都客運   | 加昌站－捷運鹽埕埔站                     | 停靠《歷史博物館(大公路)》              |
| 224            | 高雄客運   | 楠梓－歷史博物館                         | 例假日停駛。 停靠《歷史博物館(大公路)》 |
| 248            | 南台灣客運 | 建軍站（捷運衛武營站）－鼓山輪渡站       | 停靠《歷史博物館(高雄國際會議中心)》    |
| 248 區間       | 南台灣客運 | 高雄車站－鼓山輪渡站                     | 停靠《歷史博物館(高雄國際會議中心)》    |
| 紅52           | 南台灣客運 | 臺鐵新左營站－中山大學                   | 停靠《歷史博物館(高雄國際會議中心)》    |
| 8001           | 高雄客運   | 大公路－高雄客運林園站                   |                                         |

### 公共自行車
- 高雄市公共自行車租賃系統：
  - 高雄國際會議中心：中正四路274號東南側

## 外部連結
- 高雄國際會議中心 （页面存档备份，存于）
- 高雄國際會議中心的Facebook專頁
- 高雄國際會議中心的3D街景